# World Domination Tour (Kiss i Aerosmith)
World Domination Tour – wspólna trasa koncertowa zespołów muzycznych Aerosmith i Kiss.

## Program koncertów

### Kiss

#### Pierwsza setlista
1. „Detroit Rock City”
2. „Deuce”
3. „Should It Out Loud”
4. „Do You Love Me?”
5. „Let Me Go Rock’N’Roll”
6. „Firehouse”
7. „I Love It Loud”
8. „I Want You”
9. „God of Thunder”
10. „100,000 Years”
11. „Black Diamond”
12. „Beth”
13. „Love Gun”
14. „Rock And Roll And Nite”

#### Druga setlista
1. „Detroit Rock City”
2. „Deuce”
3. „Do You Love Me?”
4. „I Love It Loud”
5. „Hotter Than Hell”
6. „Firehouse”
7. „Let Me Go Rock’N’Roll”
8. „I Want You”
9. „Should It Out Loud”
10. „God of Thunder”
11. „Calling Dr. Love”
12. „Love Gun”
13. „Psycho Circus”
14. „I Was Made for Lovin’ You”
15. „Black Diamond”

Bisy:
1. „Heaven’s On Fire”
2. „Beth”
3. „Rock And Roll And Nite”

### Aerosmith
1. „Let the Music Do the Talking”
2. „Walk This Way”
3. „Love in an Elevator”
4. „Jaded”
5. „Rag Doll”
6. „Cryin’”
7. „What It Takes”
8. „Temperature”
9. „Never Loved a Girl”
10. „Baby, Please Don’t Go”
11. „Dream On”
12. „The Other Side”
13. „Back in the Saddle”
14. „I Don’t Want to Miss a Thing”
15. „Sweet Emotion”

## Lista koncertów

### Koncerty Kiss bez Aerosmith
1. 28 lutego 2003 – Melbourne, Australia – Telstra Dome
2. 11 marca 2003 – Tokio, Japonia – Nippon Budōkan
3. 12 marca 2003 – Tokio, Japonia – Nippon Budōkan
4. 13 marca 2003 – Tokio, Japonia – Nippon Budōkan
5. 15 marca 2003 – Jokohama, Japonia – Yokohama Arena
6. 16 marca 2003 – Las Vegas, Nevada, USA – Pearl Concert Theater

### Koncert „na rozgrzewkę”
1. 17 maja 2003 – Pasadena, Kalifornia, USA – Rose Bowl Stadium (w roli supportu Santana)

### Wspólne koncerty Kiss i Aerosmith
1. 2 sierpnia 2003 – Hartford, Connecticut, USA – Meadows Music Theater
2. 4 sierpnia 2003 – Wantagh, Nowy Jork – Tommy Hilfiger at Jones Beach Theater
3. 6 sierpnia 2003 – Wantagh, Nowy Jork, USA – Tommy Hilfiger at Jones Beach Theater
4. 9 sierpnia 2003 – Bristow, Wirginia, USA – Nissan Pavillon
5. 11 sierpnia 2003 – Holmdel, New Jersey, USA – PNC Bank Arts Center
6. 13 sierpnia 2003 – Cincinnati, Ohio, USA – Riverbend Music Center
7. 17 sierpnia 2003 – Noblesville, Indiana, USA – Verizo Wireless Music Center
8. 19 sierpnia 2003 – Columbus, Ohio, USA – Germain Amphitheater
9. 21 sierpnia 2003 – Burgettstown, Pensylwania, USA – Post-Gazette Pavillion
10. 23 sierpnia 2003 – Darien, Nowy Jork, USA – Darien Lake Performings Arts Center
11. 25 sierpnia 2003 – Mansfield, Massachusetts, USA – Tweeter Center
12. 27 sierpnia 2003 – Mansfield, Massachusetts, USA – Tweeter Center
13. 29 sierpnia 2003 – Camden, New Jersey, USA – Tweeter Waterfront Center
14. 31 sierpnia 2003 – Hershey, Pensylwania, USA – Hersheypark Stadium
15. 3 września 2003 – Cuyahoga Falls, Ohio, USA – Blossom Music Center
16. 6 września 2003 – East Troy, Wisconsin, USA – Alpine Valley Music Theatre
17. 7 września 2003 – Detroit, Michigan, USA – Comerica Park
18. 12 września 2003 – West Palm Beach, Floryda, USA – Sound Advice Amphitheater
19. 14 września 2003 – Atlanta, Georgia, USA – HiFi Buys Amphitheatre
20. 19 września 2003 – Charlotte, Karolina Północna, USA – Verizon Wireless Amphitheatre
21. 20 września 2003 – Raleigh, Karolina Północna, USA – Alltel Pavilion at Walnut Creek
22. 22 września 2003 – Antioch, Tennessee, USA – AmSouth Amphitheatre
23. 24 września 2003 – Bonner Springs, Kolorado, USA – Verizon Wireless Amphitheater
24. 26 września 2003 – Tinley Park, Illinois, USA – Tweeter Center
25. 28 września 2003 – Maryland Heights, Missouri, USA – UMB Bank Pavilion
26. 30 września 2003 – Greenwood Village, Kolorado, USA – Coors Amphitheatre
27. 2 października 2003 – Dallas, Teksas, USA – Smirnoff Music Centre
28. 4 października 2003 – Selma, Teksas, USA – Verizon Wireless Amphitheatre
29. 5 października 2003 – The Woodlands, Teksas, USA – Cynthia Woods Michelle Pavillon
30. 8 października 2003 – Phoenix, Arizona, USA – Cricket Pavillon
31. 10 października 2003 – Mountain View, Kalifornia, USA – Shoreline Amphitheatre
32. 12 października 2003 – Auburn, Waszyngton, USA – White River Amphitheatre
33. 14 października 2003 – Wheatland, Kalifornia, USA – Sleep Train Amphitheatre
34. 16 października 2003 – Chula Vista, Kalifornia, USA – Coors Amphitheatre
35. 18 października 2003 – Devore, Kalifornia, USA – Hyundai Pavillon
36. 20 października 2003 – Albuquerque, Nowy Meksyk, USA – Journal Pavillon
37. 22 października 2003 – Salt Lake City, Utah, USA – Delta Center
38. 24 października 2003 – Las Vegas, Nevada, USA – MGM Grand Garden Arena
39. 25 października 2003 – Las Vegas, Nevada, USA – MGM Grand Garden Arena
40. 6 listopada 2003 – Omaha, Nebraska, USA – Qwest Center Omaha
41. 8 listopada 2003 – Grand Forks, Dakota Północna, USA – Alerus Center
42. 10 listopada 2003 – Minneapolis, Minnesota, USA – Target Center
43. 12 listopada 2003 – Grand Rapids, Michigan, USA – Van Andel Arena
44. 14 listopada 2003 – Bridgeport, Connecticut, USA – Arena at Harbor Yard
45. 16 listopada 2003 – Nowy Jork, Nowy Jork, USA – Madison Square Garden
46. 18 listopada 2003 – Portland, Oregon, USA – Cumberland County Civic Center
47. 20 listopada 2003 – Waszyngton, USA – MCI Center
48. 22 listopada 2003 – Greensboro, Karolina Północna, USA – Greensboro Coliseum
49. 24 listopada 2003 – Manchester, New Hampshire, USA – Verizon Wireless Arena
50. 26 listopada 2003 – Boston, Massachusetts, USA – FleetCenter
51. 28 listopada 2003 – Albany, Nowy Jork, USA – Pepsi Arena
52. 30 listopada 2003 – Auburn Hills, Michigan, USA – The Palace of Auburn Hills
53. 3 grudnia 2003 – Tampa, Floryda, USA – St. Pete Times Forum
54. 5 grudnia 2003 – Jacksonville, Floryda, USA – Jacksonville Veterans Memorial Coliseum
55. 8 grudnia 2003 – Louisville, Kentucky, USA – Freedom Hall
56. 10 grudnia 2003 – Knoxville, Tennessee, USA – Thompson-Bolling Arena
57. 12 grudnia 2003 – Moline, Illinois, USA – MARK of the Quad Cities
58. 14 grudnia 2003 – Oklahoma City, Oklahoma, USA – Ford Center
59. 18 grudnia 2003 – Inglewood, Kalifornia, USA – Kia Forum
60. 20 grudnia 2003 – Fresno, Kalifornia, USA – Save Mart Center